# Lutte aux Jeux africains de 2007
Navigation
Édition précédente Édition suivante
Les épreuves de lutte aux Jeux africains de 2007 se déroulent du 13 au 15 septembre 2007 à Alger (Algérie).

## Résumé des médailles

### Lutte libre hommes
| Épreuves | Or                     | Argent                | Bronze                                      |
| -------- | ---------------------- | --------------------- | ------------------------------------------- |
| - 55 kg  | Adama Diatta           | Joe Oziti             | Mohamed Ben Attia Fayçal Aoune              |
| - 60 kg  | Isaac Boaz             | Hassan Ibrahim Madani | Quintino Ntip Victor Solebadiatte           |
| - 66 kg  | Heinrich Barnes        | Fred Jessey           | Moustafa Tamaam Vanlier Gaston Bourges      |
| - 74 kg  | Richard Brian Addinali | Melvin Bibo           | Augusto Midana Jean Calvin Penka Olba       |
| - 85 kg  | Coenraad de Villiers   | Lucky Opiah           | Ahmed Fartas Mahmoud Ahmed Attia El Sayed   |
| - 97 kg  | Salah Amara            | Farid Djaout          | John Short Sinivie Boltic                   |
| - 130 kg | Wilson Seiwari         | Samir Bouguerra       | Ryan Abrahams Hisham Abdelwahab Abdelmoumen |

### Lutte féminine
| Épreuves | Or                 | Argent             | Bronze                              |
| -------- | ------------------ | ------------------ | ----------------------------------- |
| - 48 kg  | Wassila Raouafi    | Sammy Oziti        | Rebecca Muambo Maha Samer           |
| - 51 kg  | Naziha Hamza       | Maria Musa         | Isabelle Sambou Mpho Maoi           |
| - 55 kg  | Lovina Odochi      | Hela Riabi         | Mendonca Jaciba Rokhayatou Sonko    |
| - 59 kg  | Tangi Oyins        | Khady Diatta       | Maroua Amri                         |
| - 63 kg  | Helen Okus         | Doaa Ahmed Maher   | Melinda Marais                      |
| - 67 kg  | Soumaya Ben Sassi  | Hayat Farag Youcef | Euphrasie Sambou Becky Ademoh       |
| - 72 kg  | Amarachi Obiajunwa | Annabel Laure Ali  | Gehane Ibrahim Djehi Natacha Djedje |

### Lutte gréco-romaine hommes
| Épreuves | Or                          | Argent                     | Bronze                                  |
| -------- | --------------------------- | -------------------------- | --------------------------------------- |
| - 55 kg. | Karim Ibrahim El-Sayed      | Billel Benbrih             | Henry Akinwale Maher Bouthouri          |
| - 60 kg  | Mohamed Zoghbi              | Mohamed Moustafa Abu Elela | Franklin Ezem                           |
| - 66 kg  | Ashraf Meligy El Garably    | Mohamed Serir              | Victor Oriakha Hamza Louati             |
| - 74 kg  | Ahmed Mohamed Abdelsadek    | Zied Ait Ouagram           | Richard Brian Addinall Ifenyi Ikwuaguri |
| - 85 kg  | Ahmed Shaker                | Efionayi Joe Agbonevbara   | Ahmed Fartas                            |
| - 97 kg  | Karam Mohamed Gaber Ibrahim | Samir Bouguerra            | Paul Ikpom                              |
| - 130 kg | Yasser Abdelrahman          | Mohamed Zebar              | Onyebuchi Ndubuisi                      |

## Tableau des médailles
| Rang | Nation         | Or | Argent | Bronze | Total |
| ---- | -------------- | -- | ------ | ------ | ----- |
| 1    | Égypte         | 7  | 4      | 5      | 16    |
| 2    | Nigeria        | 6  | 7      | 8      | 21    |
| 3    | Tunisie        | 3  | 2      | 4      | 9     |
| 4    | Afrique du Sud | 3  | 0      | 5      | 8     |
| 5    | Algérie        | 1  | 6      | 3      | 10    |
| 6    | Sénégal        | 1  | 1      | 4      | 6     |
| 7    | Cameroun       | 0  | 1      | 3      | 4     |
| 8    | Guinée-Bissau  | 0  | 0      | 3      | 3     |
| 9    | Côte d'Ivoire  | 0  | 0      | 1      | 1     |
|      | Total          | 21 | 21     | 36     | 78    |